# Zelaya (departamento)

Azul escuro: Zelaya (1957-1986)
Linha Amarela: a fronteira atual da RAAN e RAAS.

Zelaya foi um antigo departamento da Nicarágua. A capital era Bluefields. Devia o seu nome ao ex-presidente nicaraguense José Santos Zelaya, que em 1894 ordenou ao general Rigoberto Cabezas Figueroa que ocupasse as forças armadas e incorporasse a Mosquitia na Nicarágua.
Em 1986 foi extinto e dividido em duas regiões autónomas: Región Autónoma del Atlántico Norte (RAAN) e Región Autónoma del Atlántico Sur (RAAS).